# Cloreto de guanidina
O cloreto de guanidina ou cloreto de guanidínio, ou ainda cloridrato de guanidina, geralmente abreviado GuHCl e às vezes GdnHCl ou GdmCl, é o sal cloreto formado a partir da reação de guanidina com ácido clorídrico.

## Estrutura
O cloreto de guanidínio cristaliza no grupo espacial ortorrômbico Pbca. A estrutura cristalina consiste de uma rede de cátions de guanidínio e ânions de cloreto ligados por pontes de hidrogênio N-H ··· Cl.

## Uso na desnaturação de proteínas
O cloreto de guanidina é um forte agente caotrópico e um dos mais fortes desnaturantes usados em estudos físico-químicos de dobramento de proteínas. Cloridrato de guanidina também tem a capacidade de diminuir a atividade enzimatica e aumentar a solubilidade de moléculas hidrofóbicas.Em altas concentrações de cloreto de guanidina (por exemplo, 6M), as proteínas perdem sua estrutura ordenada e tendem a se tornar enroladas aleatoriamente, ou seja, não contêm qualquer estrutura residual. No entanto, em concentrações na gama milimolar in vivo, o cloreto de guanidina demonstrou "curar" as células positivas para o prion (isto é, as células que exibem um fenótipo positivo para o prion revertem para um fenótipo negativo para o prion). Este é o resultado da inibição da proteína Hsp104 conhecida por desempenhar um papel importante na fragmentação e propagação da fibra do prion.

## Uso médico
O cloreto de guanidina é indicado para a redução dos sintomas de fraqueza muscular e fácil fatigabilidade associada à síndrome de Eaton-Lambert. Não é indicado para o tratamento da miastenia gravis. Aparentemente, age aumentando a liberação de acetilcolina após um impulso nervoso. Parece também diminuir as taxas de despolarização e repolarização das membranas das células musculares. A dosagem inicial é geralmente entre 10 e 15 mg/kg de peso corporal por dia em 3 ou 4 doses divididas. Esta dosagem pode ser gradualmente aumentada para uma dose diária total de 35 mg/kg  de peso corporal por dia ou até ao desenvolvimento de efeitos secundários. Os efeitos colaterais incluem aumento do peristaltismo e diarreia. A supressão fatal da medula óssea, aparentemente relacionada à dose, pode ocorrer com a guanidina.